# 104 до н. е.

## Події
- Римський консул Гай Марій проводить масове реформування армії.
- Початок повстання рабів на Сицилії.